# Joseph Alessandro
Mons. Joseph Alessandro, O.F.M. Cap. (* 30. listopadu 1944, Paola) je maltský římskokatolický duchovní, kapucín a emeritní biskup Garissy.

## Život
Narodil se 30. listopadu 1944 v Paole.
Dne 24. září 1961 vstoupil do Řádu menších bratří kapucínů. Dne 30. září 1962 složil své časné řeholní sliby a stejného dne roku 1966 sliby věčné. Po dokončení studia teologie a filosofie byl 5. dubna 1970 vysvěcen na kněze. Poté vykonával různé pastorační činnosti ve svém řádu. Zastával též službu představeného a provinciála.
V 90. letech odešel jako misionář do Keni, kde působil v diecézi Garissa. Před jmenováním biskupem se stal generálním vikářem této diecéze. Dne 29. června 2012 jej papež Benedikt XVI. jmenoval biskupem koadjutorem diecéze Gerissa. Biskupské svěcení přijal 29. září 2012 z rukou kardinála Johna Njue a spolusvětiteli byli arcibiskup Paul Cremona a biskup Paul Darmanin. Dne 8. prosince 2015 nastoupil do úřadu diecézního biskupa Gerissy.
Dne 17. února 2022 přijal papež František jeho rezignaci z důvodu dosažení kanonického věku 75 let.